# Vouzance
Vouzance – rzeka we Francji, przepływająca przez teren departamentu Allier, o długości 41,3 km. Stanowi lewy dopływ rzeki Loary.